# 플라이트 컴퓨터
플라이트 컴퓨터(flight computer) 또는 비행 컴퓨터는 항공 분야에서 사용되는 계산자의 한 형태로, 21세기에 널리 사용되는 몇 안 되는 아날로그 컴퓨터 중 하나이다. 때때로 E6B, CR, CRP-5와 같은 제조사 또는 모델 이름으로 불리거나 독일어로 Dreieckrechner로 불린다.
주로 비행 훈련에 사용되지만, 많은 전문 조종사들이 여전히 플라이트 컴퓨터를 휴대하고 사용하고 있다. 이는 비행 계획(이륙 전 지상에서) 중에 연료 소모량, 바람 보정, 이동 시간 및 기타 항목을 계산하는 데 사용된다. 공중에서는 플라이트 컴퓨터를 사용하여 지상 속도, 예상 연료 소모량, 업데이트된 예상 도착 시간을 계산할 수 있다. 뒷면은 바람 보정 계산, 즉 바람이 속도와 경로에 얼마나 영향을 미치는지 결정하도록 설계되었다.
E6B의 가장 유용한 부분 중 하나는 시간에 따른 거리를 찾는 기술이다. 일반적으로 화살표가 있는 안쪽 원의 숫자 60을 선택하고 때로는 비율을 표시한다. 60은 시간당 분 수를 나타내는 데 사용된다. 60을 대기 속도에 노트 단위로 배치하면 조종사는 항공기가 주어진 분 동안 얼마나 멀리 이동할지 알 수 있다. 내부 링을 몇 분 동안 이동했는지 보면 이동 거리가 그 위에 있는 외부 링에 표시된다. 또한 항공기가 주어진 해리 수를 이동하는 데 걸리는 시간을 알아내기 위해 거꾸로 수행할 수도 있다. 플라이트 컴퓨터의 본체에는 바람 구성 요소 그리드가 있으며, 이를 사용하여 항공기가 실제로 수정해야 할 측풍의 양을 알아낸다.
측풍 구성요소는 기체에 적용되는 측풍(노트)의 양이며 각도로 인해 실제 바람 속도보다 낮을 수 있다. 아래에서 조종사는 측풍 보정이라는 그리드를 찾을 수 있으며, 이 그리드는 바람 때문에 조종사가 보정해야 하는 차이를 보여준다. 앞면의 양쪽에는 단면 지도의 법령 마일에 대한 눈금자와 해리에 대한 눈금자가 있다.
또 다른 매우 유용한 부분은 전면 바깥쪽 원의 변환 눈금으로 화씨와 섭씨 사이의 변환을 도와준다. E6B의 뒷면은 지상 속도를 찾고 바람 보정이 얼마나 필요한지 결정하는 데 사용된다.

## 같이 보기
- 추측 항법
- 비행 관리 시스템